# 霍華德鎮區 (密歇根州)
霍華德鎮區（英語：Howard Township）是位於美國密歇根州卡斯縣的一個行政鎮區。

## 地方資料
霍華德鎮區的面積為91.40平方千米，當中陸地面積為89.40平方千米，而水域面積為2.00平方千米。根據2020年美國人口普查的數據，當地共有人口6275人，而人口密度為每平方千米68.65人。